# Calamomyia
Calamomyia is een muggengeslacht uit de familie van de galmuggen (Cecidomyiidae).

## Soorten
- C. agrostis (Felt, 1908)
- C. alterniflorae Gagne, 1981
- C. canadensis (Felt, 1907)
- C. consobrina (Felt, 1907)
- C. danthoniae (Felt, 1909)
- C. echinochloa (Felt, 1916)
- C. flavipes (Felt, 1908)
- C. hecate (Felt, 1908)
- C. inustorum (Felt, 1916)
- C. juvenalis (Felt, 1908)
- C. liriodendri (Felt, 1907)
- C. nassauensis (Felt, 1908)
- C. panici (Felt, 1908)
- C. phragmites (Felt, 1936)
- C. sexmaculata (Felt, 1908)
- C. squamosa (Felt, 1908)
- C. tenuitas (Felt, 1908)
- C. tiliaginea (Felt, 1908)
- C. tripunctata (Felt, 1908)